# Андује
Андује (фр. Andouillé) насеље је и општина у западној Француској у региону Лоара, у департману Мајен која припада префектури Лавал.
По подацима из 2011. године у општини је живело 2221 становника, а густина насељености је износила 60,78 становника/km². Општина се простире на површини од 36,54 km². Налази се на средњој надморској висини од 110 метара (максималној 155 m, а минималној 52 m).

## Демографија
| 1962. | 1968. | 1975. | 1982. | 1990. | 1999. | 2011. |
| ----- | ----- | ----- | ----- | ----- | ----- | ----- |
| 1.654 | 1.691 | 1.746 | 1.822 | 1.926 | 2.042 | 2.221 |

График промене броја становника у току последњих година